# Provincia del Ranco
Provincia del Ranco är en provins i Chile.   Den ligger i regionen Región de Los Ríos, i den södra delen av landet, 800 km söder om huvudstaden Santiago de Chile. Antalet invånare är 91 656. Arean är 8 232 kvadratkilometer.
Terrängen i Provincia del Ranco är varierad.
Provincia del Ranco delas in i:
- La Unión
- Futrono
- Río Bueno
- Lago Ranco

I omgivningarna runt Provincia del Ranco växer i huvudsak blandskog. Runt Provincia del Ranco är det glesbefolkat, med 13 invånare per kvadratkilometer.